# Paradorydium spatulatum
Paradorydium spatulatum är en insektsart som beskrevs av Naudé 1926. Paradorydium spatulatum ingår i släktet Paradorydium och familjen dvärgstritar. Inga underarter finns listade i Catalogue of Life.